# Якубово (Смоленская область)
Якубово — деревня в Смоленской области России, в Сафоновском районе. Население – 1 житель (2007 год) . Расположена в центральной части области в 8 км к юго-востоку от города Сафонова, в 6 км южнее автодороги М1 «Беларусь», на берегу реки Каменка. В 5 км северо-восточнее от деревни железнодорожная станция Максимово	 на линии Москва — Минск. Входит в состав Пушкинского сельского поселения.

## История
В годы Великой Отечественной войны деревня была оккупирована гитлеровскими войсками в сентябре 1941 года, освобождена в 1943 году.